# حمض الموسيك
حمض الموسيك (باللاتينية: Mucic acid) هو حمض الداريك الذي يُحضّر بأكسدة اللاكتوز أو الكربوهيدرات المماثلة بحمض النتريك، والذي يستعمل بديلاً عن حمض الطرطريك، ويسمى أيضا (بالإنجليزية: galactaric acid)‏.

## خصائص
يشكل حمض الموسيك مسحوقًا بلوريًا يذوب عند 210-230 درجة مئوية. إنه غير قابل للذوبان في الكحول، ويكاد يكون غير قابل للذوبان في الماء البارد.بسبب تماثل الجزيء ، فهو غير نشط بصريًا على الرغم من أنه يحتوي على ذرات كربون  يدوية (أي أنه مركب ميزو).